# Medalha Barnard
A Medalha Barnard (em inglês:  Barnard Medal for Meritorious Service to Science) foi estabelecida em 1889 por determinação do presidente da Universidade Columbia Frederick Augustus Porter Barnard, e concedida pela Universidade Columbia, com base em recomendações da Academia Nacional de Ciências dos Estados Unidos, a cada 5 anos desde 1895.

## Recipientes
- 1895 - John William Strutt, William Ramsay
- 1900 - Wilhelm Conrad Röntgen[2]
- 1905 - Antoine Henri Becquerel[3]
- 1910 - Ernest Rutherford[4]
- 1915 - William Henry Bragg, William Lawrence Bragg
- 1920 - Albert Einstein
- 1925 - Niels Bohr[5]
- 1930 - Werner Heisenberg
- 1935 - Edwin Powell Hubble[6]
- 1940 - Frédéric Joliot-Curie, Irène Joliot-Curie
- 1945 - Não concedida[7]
- 1950 - Enrico Fermi
- 1955 - Merle Antony Tuve
- 1960 - Isidor Isaac Rabi
- 1965 - William Alfred Fowler
- 1970 - Não concedida
- 1975 - Louis Plack Hammett
- 1980 - André Weil
- 1985 - Benoît Mandelbrot
- 1990 - Não concedida
- 1995 - Não concedida
- 2000 - Não concedida
- 2005 - Não concedida
- 2010 - Não concedida
- 2015 - Não concedida